# Instituto Argentino de Historia Militar
El Instituto Argentino de Historia Militar (IAHM) es un instituto de educación militar del Ejército Argentino con sede en San Telmo (CABA) y bajo la dependencia de la Dirección General de Educación.

## Reseña
Fue el 8 de noviembre de 1930 por decreto del poder ejecutivo, creado el instituto bajo la órbita de la Escuela Superior de Guerra para producir material de historia militar.
En 1993 fue reestructurado tomando su denominación actual. Por resolución del 7 de agosto de 1995 del Ministerio de Educación el Instituto tuvo carácter universitario, y desde 2015 se encuentra bajo la órbita de la Facultad del Ejército de la Universidad de la Defensa Nacional (UNDEF).